# Districtul Kho Wang
Kho Wang (în thailandeză ค้อวัง) este un district (Amphoe) din provincia Yasothon, Thailanda, cu o populație de 26.424 de locuitori și o suprafață de 150 km².

## Componență
Districtul este subdivizat în 4 subdistricte (tambon), which make up 45 de sate (muban).
| 1. Fa Huan (ฟ้าห่วน) 2. Kut Nam Sai (กุดน้ำใส) 3. Nam Om (น้ำอ้อม) 4. Kho Wang (ค้อวัง) |